# Derde klasse 2014-15 (voetbal België)
Het seizoen 2014/15 van de Belgische Derde Klasse ging van start in de zomer van 2014 en eindigde in het voorjaar van 2015. Daarna werden nog eindrondes voor degradatie afgewerkt. De eindrondes voor promotie vielen op het eind van dit seizoen weg omdat er niet genoeg clubs een licentie voor Tweede Klasse hadden. De Derde Klasse bestond uit twee reeksen, die elk 18 club telden.

## Gedegradeerde teams
Deze teams waren gedegradeerd uit de Tweede Klasse voor de start van het seizoen:
- RCS Visétois (rechtstreeks)
- RWDM Brussels FC (rechtstreeks)
- Hoogstraten VV (eindrondeverliezer)

Noot: RWDM Brussels FC kreeg geen licentie van het BAS (Belgisch Arbitragehof voor de Sport) en zakte daarom rechtstreeks.

## Gepromoveerde teams
Deze teams waren gepromoveerd uit de Vierde Klasse voor de start van het seizoen:
- FC Gullegem (kampioen 4A)
- KFC Eendracht Zele (kampioen 4B)
- KVK Tienen (kampioen 4C)
- R. Wallonia Walhain Chaumont-Gistoux (kampioen 4D)
- KVC Sint-Eloois-Winkel Sport (eindronde, vrijgekomen plaats)

## Promoverende teams
Deze teams promoveerden naar Tweede Klasse op het eind van het seizoen:
- KVV Coxyde (kampioen 3A)
- R. Union Saint-Gilloise (rechtstreeks uit 3B)
- KMSK Deinze (eindrondeplaats)

Noot: Hoewel R. Union Saint-Gilloise geen kampioen was geworden in Derde Klasse B, promoveerde het toch rechtstreeks omdat reekswinnaar R. Cappellen FC en vicekampioen R. Sprimont Comblain Sport geen licentie voor Tweede Klasse hadden aangevraagd. Omdat KMSK Deinze de enige overblijvende eindrondekandidaat was met een licentie, promoveerde het zonder een eindronde te spelen.

## Degraderende teams
Deze teams degradeerden naar Vierde Klasse op het eind van het seizoen:
- KFC Eendracht Zele (rechtstreeks 3A)
- RFC Tournai (rechtstreeks 3A)
- RCS Verviétois (rechtstreeks 3B)
- KV Turnhout (rechtstreeks 3B)
- R. Géants Athois (verlies eindronde)
- RCS Visétois (verlies eindronde)

## Kampioen
In Derde Klasse A stond KVV Coxyde het hele seizoen vooraan en behaalde uiteindelijk de titel. In Derde Klasse B won R. Cappellen FC de eerste periode, maar kon zich uiteindelijk pas een speeldag voor het einde verzekeren van de titel.
De twee kampioenen speelden nog een wedstrijd voor algemeen kampioen van Derde Klasse, een titel enkel voor de eer, die verder geen belang had. De wedstrijd werd gespeeld op het kunstgrasveld van KRC Gent-Zeehaven.
| Datum      | Uur   | Wedstrijd                    | Uitslag |
| ---------- | ----- | ---------------------------- | ------- |
| 08/05/2015 | 20:30 | R. Cappellen FC - KVV Coxyde | 2-1     |

## Klassement
| Legende                                |
| -------------------------------------- |
| Kampioen + promotie naar Tweede Klasse |
| Kwalificatie voor promotie-eindronde   |
| Kwalificatie voor degradatie-eindronde |
| Degradatie naar Vierde Klasse          |

### Derde Klasse A
|    |    |                              | P  | W  | G  | V  | +  | -  | DS  | Ptn |
| -- | -- | ---------------------------- | -- | -- | -- | -- | -- | -- | --- | --- |
| K  | 1  | KVV Coxyde                   | 34 | 22 | 5  | 7  | 75 | 42 | 33  | 71  |
| P  | 2  | KMSK Deinze                  | 34 | 19 | 8  | 7  | 72 | 29 | 43  | 65  |
|    | 3  | KSV Temse                    | 34 | 17 | 10 | 7  | 64 | 33 | 31  | 61  |
|    | 4  | K. Olsa Brakel               | 34 | 16 | 7  | 11 | 52 | 44 | 8   | 55  |
|    | 5  | K. Rupel Boom FC             | 34 | 16 | 6  | 12 | 55 | 51 | 4   | 54  |
|    | 6  | KSV Oudenaarde               | 34 | 15 | 9  | 10 | 54 | 42 | 12  | 54  |
|    | 7  | KVC Sint-Eloois-Winkel Sport | 34 | 15 | 7  | 12 | 57 | 53 | 4   | 52  |
|    | 8  | KFC Vigor Wuitens Hamme      | 34 | 13 | 11 | 10 | 55 | 50 | 5   | 50  |
|    | 9  | FCV Dender EH                | 34 | 14 | 7  | 13 | 46 | 39 | 7   | 49  |
|    | 10 | KRC Gent-Zeehaven            | 34 | 13 | 8  | 13 | 41 | 48 | -7  | 47  |
|    | 11 | K. Londerzeel SK             | 34 | 11 | 11 | 12 | 46 | 43 | 3   | 44  |
|    | 12 | FC Gullegem                  | 34 | 11 | 10 | 13 | 35 | 34 | 1   | 43  |
|    | 13 | KSV Bornem                   | 34 | 10 | 12 | 12 | 46 | 53 | -7  | 42  |
|    | 14 | KFC Izegem                   | 34 | 11 | 7  | 16 | 45 | 57 | -12 | 40  |
|    | 15 | Torhout 1992 KM              | 34 | 10 | 10 | 14 | 33 | 42 | -9  | 40  |
| ED | 16 | R. Géants Athois             | 34 | 9  | 8  | 17 | 39 | 68 | -29 | 35  |
| D  | 17 | KFC Eendracht Zele           | 34 | 8  | 6  | 20 | 43 | 65 | -22 | 30  |
| D  | 18 | RFC Tournai                  | 34 | 4  | 2  | 28 | 27 | 92 | -65 | 14  |

P: wedstrijden gespeeld, W: wedstrijden gewonnen, G: gelijke spelen, V: wedstrijden verloren, +: gescoorde doelpunten, -: doelpunten tegen, DS: doelsaldo, Ptn: totaal punten
 K: kampioen en promotie, EP: eindronde voor promotie, ED: eindronde voor degradatie D: degradatie

### Derde Klasse B
|    |    |                                      | P  | W  | G  | V  | +   | -   | DS  | Ptn |
| -- | -- | ------------------------------------ | -- | -- | -- | -- | --- | --- | --- | --- |
| K  | 1  | R. Cappellen FC                      | 34 | 22 | 7  | 5  | 105 | 40  | 65  | 73  |
|    | 2  | R. Sprimont Comblain Sport           | 34 | 21 | 5  | 8  | 69  | 34  | 35  | 68  |
| P  | 3  | R. Union Saint-Gilloise              | 34 | 20 | 7  | 7  | 53  | 32  | 21  | 67  |
|    | 4  | RUW Ciney                            | 34 | 19 | 8  | 7  | 73  | 42  | 31  | 65  |
|    | 5  | K. Bocholter VV                      | 34 | 18 | 10 | 6  | 77  | 37  | 40  | 64  |
|    | 6  | R. Wallonia Walhain Chaumont-Gistoux | 34 | 17 | 6  | 11 | 58  | 40  | 18  | 57  |
|    | 7  | K. Sporting Hasselt                  | 34 | 16 | 8  | 10 | 59  | 43  | 16  | 56  |
|    | 8  | Hoogstraten VV                       | 34 | 15 | 6  | 13 | 58  | 54  | 4   | 51  |
|    | 9  | KFC Oosterzonen Oosterwijk           | 34 | 14 | 9  | 11 | 69  | 48  | 21  | 51  |
|    | 10 | RFC Union La Calamine                | 34 | 14 | 5  | 15 | 54  | 57  | -3  | 47  |
|    | 11 | UR La Louvière Centre                | 34 | 13 | 8  | 13 | 56  | 66  | -10 | 47  |
|    | 12 | K. Berchem Sport                     | 34 | 14 | 3  | 17 | 57  | 72  | -15 | 45  |
|    | 13 | KVK Tienen                           | 34 | 9  | 8  | 17 | 48  | 57  | -9  | 35  |
|    | 14 | K. Diegem Sport                      | 34 | 9  | 8  | 17 | 40  | 61  | -21 | 35  |
|    | 15 | KSC Grimbergen                       | 34 | 8  | 11 | 15 | 34  | 46  | -12 | 35  |
| ED | 16 | RCS Visétois                         | 34 | 8  | 4  | 22 | 40  | 83  | -43 | 28  |
| D  | 17 | RCS Verviétois                       | 34 | 6  | 7  | 21 | 43  | 95  | -52 | 25  |
| D  | 18 | KV Turnhout                          | 34 | 1  | 4  | 29 | 23  | 109 | -86 | 7   |

P: wedstrijden gespeeld, W: wedstrijden gewonnen, G: gelijke spelen, V: wedstrijden verloren, +: gescoorde doelpunten, -: doelpunten tegen, DS: doelsaldo, Ptn: totaal punten
 K: kampioen en promotie, P: promotie, EP: eindronde voor promotie, ED: eindronde voor degradatie D: degradatie

## Periodekampioenen

### Derde Klasse A
- Eerste periode: KVV Coxyde, 23 punten
- Tweede periode: KVV Coxyde, 29 punten
- Derde periode: FCV Dender EH, 29 punten

### Derde Klasse B
- Eerste periode: R. Cappellen FC, 28 punten
- Tweede periode: K. Bocholter VV, 27 punten
- Derde periode: R. Sprimont Comblain Sport, 27 punten

## Eindronde

### Promotie-eindronde
Normaal gezien treden in de promotie-eindronde zes derdeklassers en twee tweedeklassers aan. Dit seizoen hadden echter slechts zeven clubs een licentie voor Tweede Klasse aangevraagd, namelijk KVV Coxyde, KMSK Deinze, KFC Vigor Wuitens Hamme en FCV Dender EH uit Derde Klasse A, en R. Union Saint-Gilloise, K. Bocholter VV en KSK Hasselt uit Derde Klasse B. Coxyde en Union promoveerde al rechtstreeks, waardoor de eindronde enkel nog met Hasselt, Deinze en Dender zou worden gespeeld. In de halve finale zou Deinze het opnemen tegen Hasselt, waarna de winnaar de finale zou spelen tegen Dender. Uiteindelijk kregen ook Hasselt en Dender hun licentie niet, waardoor Deinze kon promoveren zonder het spelen van de eindronde.

### Degradatie-eindronde
De twee teams die 16de eindigden, R. Géants Athois en RCS Visétois, speelden een eindronde met een aantal vierdeklassers en gingen daar van start in de tweede ronde van die eindronde.